# Jacobus de Kerle
Jacobus de Kerle (* 1531 oder 1532 in Ypern; † 7. Januar 1591 in Prag) war ein franko-flämischer Komponist, Organist, Sänger, Kapellmeister und Kleriker der Renaissance.

## Leben und Wirken
Jacobus de Kerle war ein Sohn des Yperner Tuchmachers Robert de Kerle, der mit großer Wahrscheinlichkeit 1530/31 eine Adrienne Mortiers geheiratet hatte, woraus sich die angenommene Geburtszeit des Komponisten ergibt. Am Stift St. Martin seiner Heimatstadt könnte de Kerle seinen ersten musikalischen Unterricht bei dem Sangmeister Gilles Bracquet († nach 1556) bekommen haben. Später wurde die Kathedrale von Cambrai von Bedeutung für ihn und Philippe de Monte; in den Listen dieser Kirche von 1548 erscheinen die Namen beider Musiker als „petits vicaires“. Wenn auch die näheren Umstände seines Weggangs nach Italien unbekannt geblieben sind, ist gesichert, dass de Kerle von 1548 bis etwa 1550 und erneut wieder ab 1555 an der Kathedrale von Orvieto als Magister capellae gewirkt hat. Ob der Komponist vor seiner Reise nach Italien schon die Priesterweihe bekam oder erst dort, ist offen; fest steht, dass er ab 4. August 1561 presbyter genannt wurde und nicht mehr maestro. In Orvieto war es seine Aufgabe, die Chorknaben zu unterrichten, in der Kapelle als Sänger mitzuwirken und den Dienst an der Orgel und am Glockenspiel zu versehen. Er erhielt im August 1561 einen zweimonatigen Urlaub für eine Reise nach Venedig, um bei dem Verleger Gardano an der Herausgabe seiner Werke „Magnificat octo tonorum“ und „Liber psalmorum“ mitzuwirken. In allen Drucken de Kerles ist bei seinem Namen der Zusatz „Yprensis“ vermerkt. Nach seiner Rückkehr nach Orvieto im Herbst 1561 machte er die Bekanntschaft mit dem Bischof von Augsburg, Kardinal Otto Truchseß von Waldburg, der sich seit 1559 für längere Zeit in Rom aufhielt, was das weitere Leben de Kerles entscheidend beeinflusste.
Kardinal Otto von Waldburg ernannte den Komponisten zum Kapellmeister seiner Privatkapelle, und de Kerle trat sein neues Amt zu Anfang des Jahres 1562 an. Noch vor Ostern erschienen die Motettensammlung „Preces speciales“ bei Gardano in Venedig, und Kardinal von Waldburg sorgte dafür, dass sie beim Konzil von Trient (1545–1563) aufgeführt wurden; sie wurden nach Aussage de Kerles 1562 beinahe wöchentlich dreimal vor den Konzilsteilnehmern gesungen, was vielleicht einen gewissen Einfluss auf die Anschauungen der Konzilsteilnehmer und ihre allgemeinen Beschlüsse zur Reform der Kirchenmusik hatte, neben den neueren Werken von Palestrina. Die im gleichen Jahr erschienenen „Sex missae“des Komponisten sind Herzog Albrecht V. von Bayern gewidmet. Von August 1563 bis Mai 1564 reiste de Kerle im Gefolge von Kardinal Otto über Oberitalien nach Barcelona, um die österreichischen Erzherzöge Rudolf und Ernst zum spanischen Königshof zu begleiten. Danach reiste der Komponist Mitte Mai 1564 zur Residenz der Augsburger Fürstbischöfe in Dillingen, wo die Kapelle unter anderem bei der feierlichen Übergabe der Universität Dillingen an die Jesuiten am 17. August 1564 mitwirkte.
Im darauf folgenden Jahr war Kardinal Otto wegen finanzieller Schwierigkeiten gezwungen, im Mai 1565 die Kapelle aufzulösen, woraufhin sich de Kerle wieder seiner Heimatstadt zuwandte und dort Ende 1565 als Kapellmeister tätig war. Hier kam es zu innerkirchlichen Unstimmigkeiten, und als Folge eines tätlichen Übergriffs auf einen anderen Priester wurde er am 30. März 1567 exkommuniziert und verlor damit auch sein Amt als Kapellmeister. Nach Verrichtung der auferlegten Bußen in Rom wurde er wieder kirchlich aufgenommen. Kurz darauf wurde ihm die Ehre zuteil, dass Werke von ihm unter anderen bei den Hochzeitsfeierlichkeiten von Herzog Wilhelm V. von Bayern mit Renata von Lothringen (21. Februar bis 5. März 1568 in München) aufgeführt wurden, beispielsweise am 2. März ein sechsstimmiges Werk auf einen Text von Niccolò Stopio († 1570); diese Komposition ist nicht erhalten geblieben. Die kirchliche Trauung erfolgte durch de Kerles früheren Dienstherrn, Kardinal Otto von Waldburg, der vielleicht seinen früheren Kapellmeister empfohlen hatte. Auf ähnlichem Weg kam der Komponist vermutlich zu seiner nächsten Anstellung in Augsburg, wo ihm das dortige Domkapitel am 18. August 1568 zunächst zehn Taler Honorar zukommen ließ, „von wegen seiner componirten gesang so er meinen g. h. presentieret hat“, und verhandelt mit ihm wegen der Übernahme der Stelle des Domorganisten. In dieser Amtszeit erschienen von de Kerle ab 1571 etwa 70 Motetten in sieben Sammlungen, eine Messe, ein Requiem und zwei Bücher mit Madrigalen; als Manuskript sind ein Codex mit Responsorien und Hymnen für die Festtage des Kirchenjahrs überliefert.
Der Komponist Philippe de Monte hat in einem Brief von 1572 seinen Kollegen für eine Pfründe an der Petrikirche Augsburg empfohlen und bezieht sich dabei ausdrücklich auf Werke, die de Kerle 1570 auf dem Reichstag in Speyer an Kaiser Maximilian II. überreicht hatte, ohne eine Erkenntlichkeit dafür zu bekommen. Ob diese Befürwortung erfolgreich war, ist nicht bekannt. Bei der Nachfolge des Amts des Augsburger Domkapellmeisters wurde de Kerle übergangen und Bernhard Klingenstein erhielt die Stelle; deshalb bat der Komponist am 14. Juli 1574 um Entlassung aus dem Organistenamt. Das Kapitel wollte dem nicht entsprechen; daraufhin kontaktierte de Kerle den Inhaber einer Pfründe in Cambrai, Adrian Esch, und verabredete mit diesem einen Tausch ihrer Pfründen. Zusammen mit der Widmung von Gesangskompositionen bat der Komponist das Domkapitel um Erlaubnis zu diesem damit verbundenen Ämtertausch. Mit einem Kanonikat in Cambrai war keine Residenzpflicht verbunden, somit war de Kerle frei für eine neue Tätigkeit, die sich in Kempten abzeichnete. Er widmete Fürstabt Eberhard von Stain in Kempten eine Komposition, und zusätzlich hat ihn der Abt des Klosters Weingarten mit einem Empfehlungsschreiben befürwortet. Es ist nicht überliefert, ob die Aktion erfolgreich war; für eine Kemptener Tätigkeit spricht aber, dass er erst am 28. März 1579 in das Cambraier Kapitel aufgenommen wurde. Seine Sammlung „Quatuor missae suavissimis“ hat er mit drei verschiedenen Widmungen versehen, was seine Unsicherheit über seinen weiteren Weg verrät. Im Jahr 1582 kam er kurzzeitig an den Hof des Kölner Erzbischofs und Kurfürsten Gebhard Truchseß von Waldburg, dem die Messen von 1582 gewidmet sind (erschienen bei Christoffel Plantijn in Antwerpen). Auf dem Reichstag in Augsburg im gleichen Jahr kam der Komponist anscheinend zu dem Entschluss, eine Stellung bei Kaiser Rudolf II. anzustreben; bereits am 1. September 1582 hat ihn Kaiser Rudolf als Hofkaplan berufen, und die zweite Auflage der Messen von 1583 ist Kaiser Rudolf gewidmet. Von dem gleichen Werk gibt es eine handschriftliche Kopie in der Bibliothek des Vatikans mit einer Widmung an Papst Gregor XIII.
Der Komponist zog mit dem Kaiser über Wien nach Prag, wo er bis zu seinem Lebensende blieb; der dortige Hofkapellmeister war Philippe de Monte. Weil de Kerles Gehalt als Hofkaplan nur 150 Gulden betrug, bewarb er sich Anfang 1584 zusätzlich um ein Kanonikat an dem Kollegiatstift Heilig Kreuz in Breslau; die Ernennung dort geschah erst im Herbst 1587. Im Jahr 1585 hat der Komponist dem neu gewählten Papst Sixtus V. ein Buch mit Motetten gewidmet. Am 7. Juli 1587 hat er auf das Kanonikat in Cambrai zugunsten einer Pfründe in Mons verzichtet, die er dann bis zu seinem Tod innehatte. Im gleichen Jahr beabsichtigte de Kerle noch, fünf Messen bei den Antwerpener Verlegern Plantijn oder Pevernage herauszubringen, dies kam aber nicht zustande. Die Pfründe in Breslau hat er bereits wieder Anfang 1588 verloren, weil sie anderweitig vergeben wurde. Auffallend ist, dass Jacobus de Kerle in seiner Prager Zeit als Kaplan kaum Werke geschaffen hat.

## Bedeutung
Eine besondere musikgeschichtliche Aufmerksamkeit fand Jacobus de Kerle und sein Werk im Zusammenhang mit der liturgischen Reformbewegung (Cäcilianismus) des späten 19. und frühen 20. Jahrhunderts wegen seiner großen Nähe zur Reformbewegung des Trienter Konzils und dessen Zielen, wo er vereinzelt sogar mit Giovanni Pierluigi da Palestrina und Philippe de Monte als „Retter der Kirchenmusik“ bezeichnet wurde. Zwischenzeitlich wurde aber nachgewiesen, dass musikalische Aspekte bei den damaligen Konzilsberatungen nur eine untergeordnete Rolle spielten. Darüber hinaus konnte gezeigt werden, dass die spürbaren liturgischen Reformtendenzen in de Kerles Werk wahrscheinlich mehr von den Reformideen im Umkreis seines damaligen Dienstherrn Otto Truchseß von Waldburg beeinflusst sind. So sind die Texte zu de Kerles „Preces speciales“ den Preces von Petrus de Soto von 1551 entnommen, der in direktem Bezug zu Kardinal von Waldburg gestanden hat.
Obwohl Jacobus de Kerle als Organist wirkte, sind keine entsprechenden Instrumentalwerke von ihm überliefert. Der Schwerpunkt seiner kompositorischen Tätigkeit lag auf der Motetten- und Mess-Komposition, wobei viele Werke auf einen bestimmten Anlass bezogen sind. So besteht die Vermutung, dass die „Cantio de sacro foedere contra turcas“ eventuell von dem Sieg der Liga bei der Seeschlacht von Lepanto (6. Oktober 1571)  veranlasst wurde; auch schrieb er auf den Tod des Kardinals am 2. April 1573 eines der Requiems. Es gibt weitere Gelegenheitswerke für Augsburger Kaufleute; für eine Doppelhochzeit im Hause Fugger entstand der Introitus „Deus Israel conjugat vos“. In seinen Motetten geschieht eine Wort- und Textausdeutung eher gelegentlich und nicht als Grundelement der Komposition. Seine Zurückhaltung gegenüber den Methoden der weltliche Vokalmusik könnte vielleicht auch eine Selbstbeschränkung wegen der zeitgemäßen Reformtendenzen sein. Er bevorzugte den Typ einer Cantus-firmus-Motette und begnügte sich mit den harmonischen Möglichkeiten der betreffenden Kirchentonarten. In den liturgischen Psalmen und Hymnen dagegen geschieht ein Wechsel zwischen gregorianischem Choral und polyphonen Abschnitten mit engem Anschluss an die Choralvorlage. Hier verwendete der Komponist, wie auch in seinen Magnificats, eine maßvolle Variation der Psalmton-Vorlage.
Eine gewisse konservative Tendenz zeigt sich auch in seiner mehrfachen Unterteilung von Messesätzen, die an Josquin Desprez und seine Nachfolger anknüpft, so in vier der fünf Messen, ohne das Requiem, in der Sammlung Sex missae von 1562. Der Agnus-Dei-Abschnitt erscheint nur einfach wie bei Jacobus Clemens non Papa, es findet aber die übliche Vermehrung der Stimmenzahl gegen Schluss statt. Die in dem Requiem enthaltene Sequenz „Dies irae“ hatte einen besonderen Einfluss auf die entsprechende Sequenz in dem Requiem von Vincenzo Ruffo (um 1510–1587). In seinem Zyklus von acht Magnificats für alle acht Modi hat der Komponist in den ersten vier die ungeraden Strophen dieses Lobgesangs vertont und Kanontechniken gehäuft eingesetzt, in den anderen vier Magnificats die geraden Strophen mit breitem Raum für variierende Durchimitationen.

## Werke
- Messen
  - „Sex missae“ zu vier bis fünf Stimmen, Liber 1, Venedig 1562
  - „Quatuor missae“ zu fünf bis sechs Stimmen, Antwerpen 1582/83
- Motetten, Hymnen und Psalmen
  - „Motetti“ zu vier bis fünf Stimmen, Rom 1557
  - „Hymni totius annii secundum ritum Sanctae Romae Ecclesiae“ zu vier bis fünf Stimmen, Rom 1558 und 1560
  - „Liber psalmorum ad vesperas“ zu vier Stimmen, Venedig 1561
  - „Magnificat octo tonum“ zu vier Stimmen, Venedig 1561
  - „Preces speciales“ zu vier Stimmen, Venedig 1562
  - „Selectae quaedam cantiones sacrae“ zu fünf bis sechs Stimmen, Nürnberg 1571
  - „Liber modulorum“ zu vier bis sechs Stimmen, [Paris] 1572
  - „Liber modulorum sacrorum“ zu fünf bis sechs Stimmen, München 1572
  - „Liber modulorum sacrorum“ zu vier bis sechs Stimmen, München 1573
  - „Liber motettorum“ zu vier bis sechs Stimmen, München 1573
  - „Sacrae cantiones“ zu fünf bis sechs Stimmen, München 1575
  - 1 Motette in Theatri musici selectissimas Orlandi de Lassus aliorumque […] Cantiones sacras, Liber 2, [Genf] 1580
  - „Selectiorum aliquot modulorum“ zu vier bis acht Stimmen, Prag 1585
  - 3 weitere Werke in Triodia sacra zu drei Stimmen, Liber 1, Dillingen 1605
- Weltliche Werke
  - „Il primo libro capitolo del triompho d’amore de Petrarca“ zu fünf Stimmen, Venedig 1570, verschollen
  - „Madrigali“, Liber 1, Venedig 1570, verschollen
  - „Egregia cantio“ zu sechs Stimmen, Nürnberg 1574
  - 1 Madrigal in Di Cipriano et Annibale madrigali  zu vier Stimmen, Liber 5, Venedig 1561
  - Weitere Werke in verschiedenen Handschriften